# Du vent dans mes mollets
Pour plus de détails, voir Fiche technique et Distribution.
Du vent dans mes mollets est un film français de Carine Tardieu sorti en 2012. C'est l'adaptation d'une bande dessinée et d'un roman éponyme de Raphaële Moussafir.

## Synopsis
Rachel Gladstein (Juliette Gombert), petite fille timide de neuf ans, aimée par son père (Denis Podalydès) et étouffée par une mère juive possessive (Agnès Jaoui), fait la connaissance à la rentrée des classes de Valérie (Anna Lemarchand), une fillette intrépide et effrontée de son âge. Rachel, influencée par sa nouvelle amie, se livre à son tour aux grossièretés, aux gestes scabreux et aux bêtises. Elle dort avec son cartable sur le dos à la veille de la rentrée des classes, et doit consulter la psychologue Mme Trebla (Isabella Rossellini) qui va entrer dans son intimité.
En parallèle une amitié s'installe entre les parents des deux fillettes, et notamment entre Michel Gladstein, installateur de cuisines et Catherine (Isabelle Carré), la mère divorcée de Valérie. La jalousie naissante de Colette Gladstein face à ce rapprochement la portera à s'interroger sur son couple qui souffre de routine et de lassitude.

## Fiche technique
- Titre : Du vent dans mes mollets
- Titre international : The Dandelions
- Réalisation : Carine Tardieu
- Scénario : Raphaële Moussafir et Carine Tardieu avec la collaboration d'Olivia Beer, d'après le roman et la bande dessinée de Raphaële Moussafir
- Producteurs : Antoine Rein et Fabrice Goldstein
- Producteurs associés : Serge Hayat et Antoine Gandaubert
- Directrice de production : Marianne Germain
- Chef de postproduction : Stanislas de Lesquen
- Société de production : Karé Productions, Gaumont et Direct Cinéma avec la participation de Canal +, Ciné+ et Direct 8
- Soutien à la production : région Ile-de-France, le CNC, la Bourse d'écriture Beaumarchais et les SOFICAs Cinémage 6 et La Banque Postale Images 5
- Sociétés de distribution : Gaumont Distribution (France), Film1 (nl)( Pays-Bas) et NOS Audiovisuais (pt)( Portugal)
- Budget : 5,23 millions d'euros[2]
- Banque : Neuflize OBC et Natixis Coficiné
- Pays de production :  France
- Photographie : Antoine Monod
- Postproduction : Laboratoires Eclair
- Casting : Aurélie Guichard
- Costumes : Mélanie Gautier
- Coiffeuse : Lucie Musei
- Maquillage : Jacky Reynal
- Effets visuels : Def2shoot
- Cascades : Alain Figlarz, Virginie Arnaud, David Genty et Stéphane Orsolani
- Chef décorateur : Jean-Marc Tran Tan Ba
- Montage : Reynald Bertrand, Nathalie Hubert et Sylvie Landra
- Montage son : Emmanuel Augeard
- Musique : Eric Slabiak
- Supervision musicale : Thomas Jamois (Creaminal)
- Durée : 89 minutes
- Format : Fujifilm - couleur - 2,35:1 - Arri Alexa - Panavision - Digital Cinema Package
- Langue : français
- Son : Dolby Digital
- Ingénieur du son : Ivan Dumas
- Dates de sortie : 
  - France / Belgique / Luxembourg / Suisse : 22 août 2012
  - 26 décembre 2012 (VOD)
  - 23 janvier 2013 (DVD)
- Visa d'exploitation n°127 102
- Classification : Tous publics
- Box-office France : 614 928 entrées[3].
- Box-office Europe : 650 572 entrées[4]

## Distribution
- Agnès Jaoui : Colette Gladstein, la mère ophtalmo de Rachel
- Denis Podalydès : Michel Gladstein, le père de Rachel, installateur chez Mobalpa
- Isabelle Carré : Catherine, la mère divorcée un peu fofolle de Valérie et de son frère ado
- Isabella Rossellini : Madame Trebla, la psychologue
- Judith Magre : la grand-mère de Rachel, qui a été frappée par un AVC
- Juliette Gombert : Rachel Gladstein, la fille de 9 ans de Colette et de Michel
- Anna Lemarchand : Valérie, la meilleure amie de Rachel, qui n'a pas froid aux yeux
- Elsa Lepoivre : Mme Danielle, l'institutrice olé olé de Rachel et de Valérie
- Jean-Baptiste Tiemele : M. Fadiga, le patient noir de l'ophtalmologiste
- Hervé Pierre : Monsieur Pinault, le directeur de l'école
- Virgile Leclaire : le frère ado de Valérie
- Laura Genovino : Marina Campbell, l'élève blonde
- Christian Hecq : le mari de Mme Danielle
- Emma Ninucci : la copine de Marina
- Emmanuelle Michelet : la gardienne de l'école
- Guillaume Clemencin : le prof de sport
- Brice Fournier : le chauffeur de taxi
- Jérôme Tardieu : le papa dans le cabinet du psy
- Aymeric de Boissieu : Michel à 9 ans
- Manon Spitz : la doublure de Rachel
- Françoise Goubert : Madame Delassus, la nouvelle institutrice

## Autour du film
- Il fait partie des dix films français les plus rentables de 2012[2].

## Lieux de tournage
- Paris,

- Oise : école Roger Salengro de Chambly, Frépillon,
- Seine-et-Marne[5]

## Sélections
- Rendez-vous du cinéma français de Singapour édition 2012
- Festival In French with English subtitles de New-York 2012
- Festival Paris Cinéma 2012 (avant-première française)
- Champs-Elysées Film Festival 2012 (avant-première française)
- Rencontres avec les étoiles 2012 (avant-première française)